# Приморська сільська рада (Кілійський район)
Примо́рська сільська́ ра́да — колишня адміністративно-територіальна одиниця та орган місцевого самоврядування в Кілійському районі Одеської області. Адміністративний центр — село Приморське.

## Загальні відомості
Приморська сільська рада утворена в 1945 році.
- Територія ради: 44,48 км²
- Населення ради: 1 895 осіб (станом на 2001 рік)
- Водоймища на території, підпорядкованій даній раді: Чорне море]]

## Населені пункти
Сільській раді були підпорядковані населені пункти:
- с. Приморське

## Населення
Згідно з переписом 1989 року населення села становило 1975 осіб, з яких 888 чоловіків та 1087 жінок.
За переписом населення 2001 року в селі мешкало 1859 осіб.

### Мова
Розподіл населення за рідною мовою за даними перепису 2001 року:
| Мова       | Відсоток |
| ---------- | -------- |
| російська  | 94,78 %  |
| українська | 4,43 %   |
| болгарська | 0,32 %   |
| гагаузька  | 0,21 %   |
| молдовська | 0,11 %   |

## Склад ради
Рада складається з 16 депутатів та голови.
- Голова ради: Іванов Сергій Іванович

### Керівний склад попередніх скликань
| Прізвище, ім'я, по батькові | Основні відомості                                                         | Дата обрання | Дата звільнення |
| --------------------------- | ------------------------------------------------------------------------- | ------------ | --------------- |
| Тарасов Анатолій Степанович | Сільський голова, 1963 року народження, безпартійний                      | 26.03.2006   | 01.02.2008      |
| Іванов Сергій Іванович      | Сільський голова, 1968 року народження, освіта вища, член Народної партії | 31.10.2010   | 25.10.2015      |

Примітка: таблиця складена за даними сайту Верховної Ради України

### Депутати
За результатами місцевих виборів 2010 року депутатами ради стали:

#### За суб'єктами висування
| Суб'єкт висування                                       | Кількість обраних депутатів | %    |
| ------------------------------------------------------- | --------------------------- | ---- |
| Партія регіонів                                         | 9                           | 56,3 |
| Політична партія «Фронт Змін»                           | 2                           | 12,5 |
| Самовисування                                           | 2                           | 12,5 |
| Політична партія Всеукраїнське об'єднання «Батьківщина» | 1                           | 6,3  |
| Політична партія «Сильна Україна»                       | 1                           | 6,3  |
| Соціалістична партія України                            | 1                           | 6,3  |

#### За округами
| № округу                                                | Прізвище, ім'я, по батькові    | Дата визнання обраним | Освіта  | Партійна приналежність                        | Відомості про обраного депутата                                          |
| ------------------------------------------------------- | ------------------------------ | --------------------- | ------- | --------------------------------------------- | ------------------------------------------------------------------------ |
| Партія регіонів                                         |                                |                       |         |                                               |                                                                          |
| 1                                                       | Логвінов Володимир Якимович    | 05.11.2010            | середня | член Партії регіонів                          | сільськогосподарський виробничий кооператив «Росія», тваринник           |
| 2                                                       | Іванова Інна Миколаївна        | 05.11.2010            | вища    | член Партії регіонів                          | Приморська сільська рада, бухгалтер                                      |
| 5                                                       | Горлов Андрій Петрович         | 05.11.2010            | середня | член Партії регіонів                          | КП «Бірюза», водій                                                       |
| 6                                                       | Горлов Володимир Ілліч         | 05.11.2010            | середня | член Партії регіонів                          | тимчасово не працює                                                      |
| 7                                                       | Симиченко Віталій Дмитрович    | 05.11.2010            | середня | член Партії регіонів                          | сільськогосподарський виробничий кооператив «Росія», головний агроном    |
| 9                                                       | Іванова Марія Йосипівна        | 05.11.2010            | вища    | член Партії регіонів                          | сільськогосподарський виробничий кооператив «Росія», зоотехнік           |
| 13                                                      | Мартинов Олег Федорович        | 05.11.2010            | вища    | член Партії регіонів                          | КП «Бірюза», директор                                                    |
| 15                                                      | Скобкін Володимир Іванович     | 05.11.2010            | середня | позапартійний                                 | приватний підприємець                                                    |
| 16                                                      | Демидов Михайло Григорович     | 05.11.2010            | вища    | член Партії регіонів                          | приватний підприємець                                                    |
| Політична партія Всеукраїнське об'єднання «Батьківщина» |                                |                       |         |                                               |                                                                          |
| 14                                                      | Комарова Наталя Петрівна       | 05.11.2010            | вища    | член Всеукраїнського об'єднання «Батьківщина» | Приморська загальноосвітня школа І-ІІІ ст., вчитель                      |
| Політична партія «Сильна Україна»                       |                                |                       |         |                                               |                                                                          |
| 3                                                       | Євтюхова Валентина Іванівна    | 05.11.2010            | вища    | член Політичної партії «Сильна Україна»       | Приморська сільська рада, заступник голови з питань виконавчого комітету |
| Політична партія «Фронт Змін»                           |                                |                       |         |                                               |                                                                          |
| 11                                                      | Комендантова Юлія Антонівна    | 05.11.2010            | вища    | член Політичної партії «Фронт Змін»           | Приморська загальноосвітня школа І-ІІІ ст., вчитель                      |
| 12                                                      | Мандриченко Олександр Юхимович | 05.11.2010            | середня | член Політичної партії «Фронт Змін»           | тимчасово не працює                                                      |
| Соціалістична партія України                            |                                |                       |         |                                               |                                                                          |
| 4                                                       | Горлов Федір Анфимович         | 05.11.2010            | вища    | член Соціалістичної партії України            | фермерське господарство «Горлов», голова                                 |
| Самовисування                                           |                                |                       |         |                                               |                                                                          |
| 8                                                       | Євтюхова Алла Ярославівна      | 05.11.2010            | вища    | позапартійна                                  | Приморська загальноосвітня школа І-ІІІ ст., директор                     |
| 10                                                      | Салієнко Олександр Сергійович  | 10.01.2011            | вища    | член Партії регіонів                          | Відділ Держкомзему у Кілійському районі, в.о. начальника                 |